# 진남관 전투
진남관 전투(鎮南關之役, 1885년 3월 24일)는 프랑스에서는 방보 전투(Battle of Bang Bo)라고 불렀다. 청불 전쟁에서 프랑스군과 청나라군 사이에 베트남에서 청나라로 들어가는 국경 관문인 진남관에서 벌어졌던 전투이다. 1885년 3월 23일과 24일, 통킹과 광서의 국경에서 벌어진 전투로 프랑수아 드 네그리에 장군의 통킹 원정군 2여단의 1,500명의 병사들이 광서군 사령관 반정신의 지휘하에 청나라군에 전투를 벌였다.
이 전투는 3월 28일 랑선에서 프랑스의 퇴각과 4월 초 프랑스가 상당히 난처한 상황에서 청불 전쟁의 끝내게 한 배경을 제공했다.

## 배경
1885년 2월 17일, 통킹 원정군 사령관인 루이 브리에르 드 리즐 장군은 랑선을 떠나 로랑 조바니넬리 중령의 1여단과 함께 뚜옌꽝의 포위 공격을 완화했다. 3월 3일, 호아목 전투에서 조바니넬리의 부대는 강력한 청나라군의 봉쇄 진지를 뚫고 포위망을 완화시켰다. 출발하기 전에 브리에르 드 리즐은 2여단과 함께 랑선에 머물던 프랑수아 드 네그리에 장군에게 청나라 국경을 향해 압박을 가하고 광서군의 공격해 통킹 땅에서 몰아내도록 명령했다. 2여단에게 식량과 탄약을 보급한 후, 드 네그리에는 2월 23일 동당 전투에서 광서군을 격파하여 통킹 지역에서 밀어냈다. 프랑스군이 광서으로 잠시 넘어가 통킹과 광서 지방의 국경에 있는 정교한 청나라 세관 건물인 진남관을 날려 버리는 것은 좋은 조치였다. 그러나 이 승리를 이용할 만큼 강하지는 못했고, 2여단은 2월 말에 랑선으로 돌아왔다.
3월 초, 호아막과 동당에서의 프랑스 승리로 인해 통킹의 군사적 상황은 일시적인 교착 상태에 빠졌다. 조바니넬리의 1여단은 흥호아와 뚜옌꽝 주변의 당경숭의 운남군과 맞섰고, 랑선에 있던 네그리에의 2여단은 반정신의 광서군과 맞섰다. 청나라군은 몇 주 동안 공격을 개시할 현실적인 전망이 없었으며, 2월에 공동으로 랑선을 점령한 두 프랑스 여단은 개별적으로 청나라군에게 결정적인 패배를 안겨줄 만큼 강하지 못했다. 브리에르 드 리즐과 드 네그리에는 2여단과 함께 광서 지방으로 건너가 룽저우의 주요 청나라 군사 보급창을 점령할 가능성을 조사했다. 3월 17일, 브리에르 드 리즐은 파리의 육군 장관에게 “그런 작전은 현재 전력으로는 불가능하다”는 조언을 했다. 3월 중순에 상당한 프랑스 증원군이 통킹에 도달하여 브리에르 드 리즐에게 교착 상태를 깰 수 있는 절호의 기회를 제공했다. 그는 증원군의 대부분을 흥호아로 옮겨 1여단을 보강한 후 운남군을 공격하여 옌바이 너머로 다시 몰아갈 작정이었다. 조바니넬리와 함께 서부 공격 계획을 짜는 동안, 그는 드 네그리에게 랑선을 중심으로 청나라군을 침범하지 않도록 명령했다.
한편, 청나라 국경선 뒤에서 광서군도 힘을 키우고 있었다. 룽저우의 베트남인 세작들은 마을을 통과하는 모든 청나라 대대의 중대 깃발을 꼼꼼히 세고 있었다. 3월 17일, 프랑스군은 4만 명의 청나라군과 대치하고 있는 것으로 추정했다. 이것은 각 청나라 중대가 최대 전력을 가지고 있다는 가정하에 나온 과장된 수치였다. 실제로 대부분의 청나라군 지휘부에는 300명에서 400명의 병력이 상당량 모자랐다. 진남관 전투에서 광서군의 병력은 약 2만 병력이었으며, 룽저우에는 모두 25,000명에서 30,000명의 무장 병력만을 보유하고 있었다. 이 적은 병력에도 불구하고, 프랑스군보다는 수적으로 엄청나게 우세했다.

## 프랑스군과 청나라군

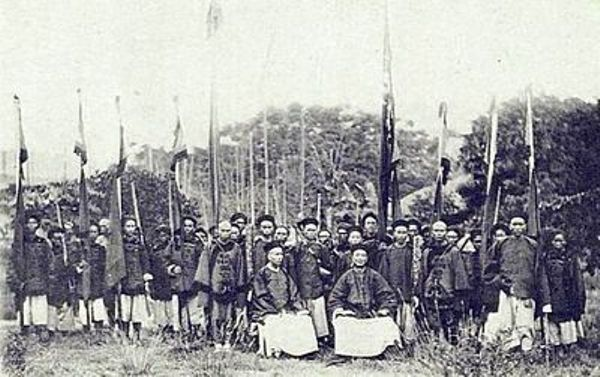
청불 기간 동안 찍은 청나라 정규군

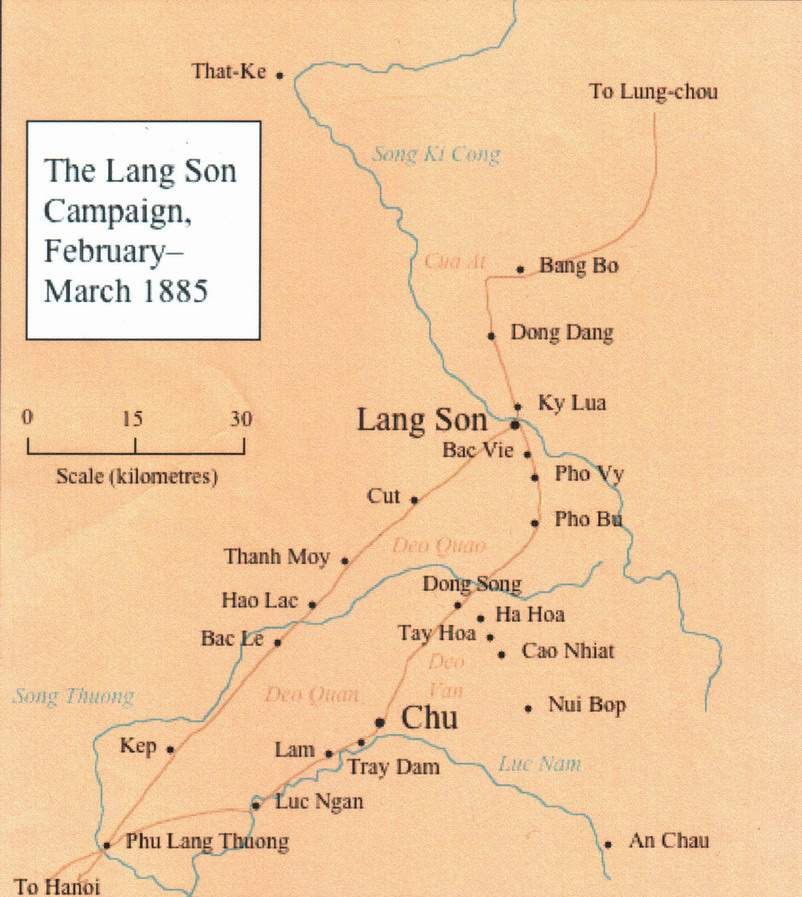
방보, 낄루아, 그리고 랑선 후퇴, 1885년 3월

9개의 분리된 청나라군 사령부가 통킹 국경 근처의 옌끄어아이와 방보의 거대한 진지 주변에 밀집해 있었다. 그곳에 6개의 청나라 정규군 부대가 집중되어 있었다. 옌끄어아이 진영은 풍자재의 지휘 아래 10개 대대, 왕효기(王孝祺))의 지휘 아래 소규모 병력이 주둔하고 있었다. 이 두 지휘부에는 7,500여명에 달했다. 무푸 마을 근처에서 옌끄어아이 뒤 쪽으로 2 ~ 3km 떨어진 곳에는 소원춘(苏元春)과 진가(陳嘉)의 지휘부에 7,000명 정도가 있었다. 무푸 뒤에 15km 떨어진 곳에는 장종한(蔣宗汉)과 방우승(方友升)의 지휘부에도 7,000여명이 있었으며 핑샹 마을(베트남어 발음으로 빈트엉이라고 함)에 배치되었다. 광서군 사령관 반정신은 무푸에서 30km 떨어진 하이쿤에 3,500명의 병력을 배치했다. 진남관에서 서쪽으로 50km 떨어진 곳에는 위강의 지휘하에 3,500명의 병력이 아이와 마을 주위에 배치되었다. 마지막으로 통킹 내부의 진남관 동쪽에서 15km 떨어진 곳에는 왕덕방이 3,500명의 병력을 가지고 점령하고 있었다.
드 네그리에의 2여단은 약 1,500명의 병력을 가지고 있었다. 1885년 3월 프랑스군 2여단의 전투 부대는 다음과 같았다.
- 3행진 연대 (중령 에르빈제)
  - 보병 23 대대 (중령 고다르)
  - 보병 111 대대 (대대장 포르)
  - 보병 143 대대 (대대장 파레)
- 4행진 연대 (중령 도니에르)
  - 외인부대 2대대 (대대장 디구에)
  - 외인부대 3대대 (중령 쇼에프)
  - 아프리카 경보병 2대대 (대대장 세르비에르)
- 1대대, 통킹 소총병 1연대 (대대장 조르나 드 라깔르)
- 포병대 3개 포대 (로페르, 드 싹시 및 마르탱 대위)

조바니넬리의 1여단 중 뤼셀의 포대도 랑선에 있었다. 포대는 랑선 원정 기간 중 낙오되었고, 조바니넬리는 뚜옌꽝을 구하기 위해 1여단과 함께 출발했을 때 랑선에 포대를 남겨두었다.
2여단이 모두 랑선에 주둔하여 즉각 작전을 할 수 있는 상황은 아니었다. 세르비에르의 아프리카 2대대 4개 중대는 랑선과 추 사이에 세력이 약해졌으며, 랑선까지 필수적인 프랑스 보급선을 지키고 2월에 원정대 군단이 2월에 수레 길로 진출한 비참한 길을 개선하기 위해 노력했다. 세르비에르의 아프리카 2대대 4개 중대는 랑선과 추 사이에서 쇠약해졌다. 그래서 랑선까지 필수적인 프랑스 보급선을 지키고 있었고, 2월에 원정군이 진군할 끔찍한 상태의 수레 길을 닦기 위해 노력했다.

## 전투

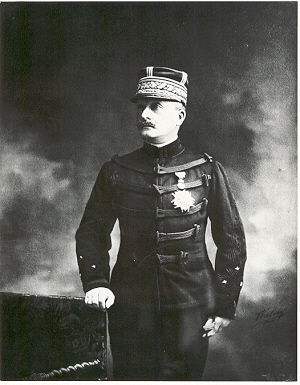
프랑수아 오스카 드 네그리에 장군 (1842–1913)

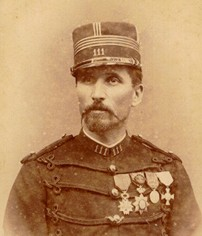
대대장 프랑수아 레옹 포르 (1845–c.1906), 111 대대

3월 22일, 풍자재의 지휘로 청나라군은 랑선에서 북쪽으로 몇 킬로미터 떨어진 동당에서 프랑스 전진기지를 급습했다. 폴 귀스타브 에르빈제 중령이 지휘하는 프랑스 기지는 대대장 디구에의 외인부대 2대대가 청나라의 공격을 어려움 없이 격퇴했다. 드 네그리에는 에르빈제를 지원하기 위해 랑선에서 대규모의 2여단을 데려와야 했으며 즉시 반격하기로 결정했다. 청나라군을 기습하기 위해, 그는 진남관 국경 고개 근처 방보에 주둔하고 있는 광서군을 공격하기로 결정했다. 그러나 광서 지방으로 대공세를 감행할 생각은 전혀 없었다. 그의 목표는 당대의 군사용어로 동당 주변에서 간단히 ‘바람 좀 쐬는 것’(se donner de l'air)이었다. 방보에서 청나라군의 코피를 터뜨려 동당에서 얼씬도 못하게 한 후, 2여단과 함께 랑선으로 돌아가면 되는 것이다.
대대장 세르비에에게 아프리카 대대 2중대와 마르탱과 뤼셀의 포대만 랑선을 지키도록 남겨두고, 보급선을 보호하기 위해 동당에 23 대대를 배치하게 했다. 이후 3월 23일 아침, 그는 겨우 1600명의 병력(111, 143대대, 외인부대 2, 3대대, 로페르)과 (드 싹시의 포병대) 대포 10문을 가지고 진남관의 청나라 국경으로 진격했다. 2여단을 위한 실질적인 증원군이 이미 랑선으로 가고 있었지만, 드 네그리에는 그들을 기다리지 않기로 결정했다. 그는 3월 22일 풍자재의 격퇴로 인해, 여전히 사기가 저하되어 있는 청나라군을 공격하는 것이 더 중요하다고 판단했다.
3월 23일과 24일, 2여단은 진남관 근처에서 광서군과 치열한 전투를 벌였다. 중국에서는 ‘진남관 전투’라고 알려진 이 교전은 유럽의 자료에서는 전투가 가장 치열했던 청나라 진지의 가운데 있는 마을의 이름을 따서 보통 ‘방보 전투’라고 불리고 있다. 프랑스군은 3월 23일 외보의 상당수를 차지했다. 끄어아이에서 온 왕덕방은 프랑스군의 오른쪽 측면 공격을 시도했지만, 성공하지 못했다.
3월 24일, 드 네그리에는 방보 주변의 광서군 주요 진지를 공격했다. 그의 계획은 풍자재 군에 대한 앞뒤 동시 공격을 요구했다. 풍자재는 프랑스군에게 ‘긴 참호’로 알려진 방보 앞에 참호를 설치해 두고 있었다. 포르의 111 대대와 디구에의 외인부대 2대대가 정면 공격을 하고, 파레(Farret)의 143대대가 후방 공격을 할 것이다. 디구에와 파레를 공격 진지로 안내하라는 지시를 받은 에르빈제는 짙은 안개 속에서 두 대대를 이끌고 광활한 외곽 행군을 하다가 길을 잃었다. 드 네그리에는 에르빈제가 자신의 진지에 도달하지 못한 것을 모르고, 긴 참호까지 올라오는 청나라군 부대를 에르빈제의 2개 대대로 착각해 111 대대 대대장 포르에게 계획된 정면 공격을 실행하라고 명령했다.
111 대대의 병력들은 배낭을 내려놓고, 정렬을 한 뒤 돌격했다. 이 대대는 풍자재 보병의 집중포화를 받았고, 인근 야산에 있는 청나라 부대의 측면 포격을 받아 몇 초 만에 몇 명의 중대장을 잃었다. 111 대대의 4개 중대 중 2개 중대가 참호에 이르렀으나, 짧은 백병전을 벌인 뒤 풍자재가 직접 지휘하는 청나라군의 역공으로 저지당했다. 살아남은 프랑스 중대 선임 장교인 베르디에(Verdier, 이후 자크 아르망이라는 가명으로 《랑선 퇴각의 진실》(La vérité sur la retraite de Lang-Son)이라는 랑선 원정에 대한 자세한 설명을 썼음)는 흩어진 대대를 재집결시켰다. 청나라군은 프랑스군 부상자들을 참수하고 버려진 프랑스군 배낭을 약탈하는 데 열중했지만, 111 대대를 진지하게 추격하지 않았고 베르디에는 중대 패잔병들을 안전한 곳으로 철수시킬 수 있었다.
111 대대가 공격한 긴 참호 위에서 쓰러진 장교 중에는 르네 노르망(Rene Normand) 소위는 목에 총을 맞아 치명상을 입었다. 노르망은 최근 통킹에 도착한 후 1885년 2월 10일 랑선 원정 기간 동안 포비의 교전에서 두각을 드러낸 신임 장교였다. 랑선을 점령하기 위한 2월 원정에 대한 생생한 설명을 포함하여 그가 통킹에서 보낸 편지 모음집은 1886년 프랑스에서 유고집으로 출판되었다.

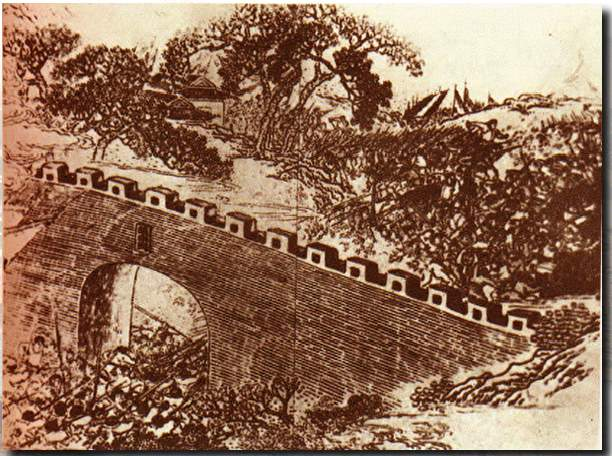
진남관의 승리(중국측 관점)

전장의 오른쪽으로 143대 대대와 외인부대 2대대가 예상보다 몇 시간 지난 후에 도착하여 청나라 요새를 점령했다. 이것이 그날 프랑스군이 거둔 유일한 성공이었다. 오후 3시에 반정신은 111 대대가 완전히 퇴각했고, 에르빈제의 병력들이 지쳐있는 것을 보고 전면의 모든 전선에서 역공을 펼쳤다. 에르빈제의 명령은 거의 단절되었다. 143 대대 게용(Gayon) 대위의 중대는 청나라군에 포위당해 있었다. 디구에(Diguet) 외인부대 대대에 있는 아일랜드인 장교 패트릭 코터(Patrick Cotter) 대위는 게용을 운명에 맡기라는 에르빈제의 명령을 무시하고 그의 외인부대 중대를 구출하기 위해 갔다. 외인부대원들이 돌격해서, 성공적으로 게용의 병사들을 구해냈지만, 코터는 그 공격으로 사망했다. 디구에와 파레의 대대는 사다리꼴로 퇴각하며, 청나라군이 달려들지 못하게 뒤돌아 서서 계속 총을 쏘았다.
한편 동당 주변에서 프랑스 전열의 측면을 보호하라는 명령을 받은 슈에프(Schoeffer)의 외인부대 3대대는 2여단의 퇴각로를 확보하기 위해 필사적으로 싸웠다. 쇼에프의 부하들은 프랑스의 양 측면에서 공격하는 강력한 청나라군의 공격을 격퇴하여 나머지 3개 보병대대와 2개 포병대가 퇴각할 수 있게 했다. 드 네그리에 장군은 솔선수범을 보이며, 프랑스군 후위대와 함께 싸웠으며, 청나라군은 퇴각하는 프랑스군에게 결정타를 먹이지 못했다. 해질녘이 떨어지기 직전 마지막 발악을 하는 중에 쇼에프 대대의 브루네(Brunet) 대위가 총에 맞아 전사했다.
패배한 프랑스군이 전투 후 다시 집결하면서 불길한 무질서 장면이 연출됐고, 드 네그리에는 그들을 진압하기 위해 날카롭게 개입해야 했다. 여단의 사기는 위태로웠고, 탄약마저 부족해지자 드 네그리에는 다시 랑선으로 퇴각하기로 결정했다. 3월 24일 저녁, 여단은 동당으로 돌아와 밤새 야영을 했다. 굶주리고, 지쳤으며, 패배로 충격을 받은 많은 프랑스군은 현실을 받아들이기 힘들다는 것을 알게 되었다. 디구에의 외인부대 2대대 모리(Maury) 병장은 긴장된 반응으로 극복했다.
| “ | 그날 밤은 매우 어두웠다. 군인들은 완전한 침묵 속에서 행진했다. 속았다는 기분이 들었고, 부끄러워하며 화를 냈다. 우리는 승리도, 많은 친구들도 뒤에 내버려 두고 떠났다. 이따금씩 낮은 소리로 중얼거리며 우리는 누가 실종되었는지를 알아냈다. 그리고 우리는 다시 애통의 침묵과 상실의 쓰라림에 빠져들었다. 그렇게 우리는 방해받지 않고 동당에 도착했다. 수프를 몇 모금 마신 후 야전 병원 오두막에서 잤다. 우리는 괴롭고, 배 고팠다. 아침에 커피 한 잔을 한 것을 빼고는 하루 종일 먹지도, 마시지도 못했다. 피곤에 찌들었지만, 나는 뜬 눈으로 괴로운 밤을 지세웠다. 내 영혼은 그날의 기억에, 불행한 격전의 몽환적 이미지에 사로잡혔다. 나는 경련으로 떨었다. 전장에서 한 번도 떨어본 적이 없었는데 말이지. 누워 있지만, 잠을 잘 수 없었다. | ” |

## 사상자
프랑스군은 전장에서 철수를 하고 청나라군의 전선 돌파를 막았지만, 2여단은 이틀간의 전투로 엄청난 사상자를 냈다. 사망 74명(장교 7명 포함), 부상 213명(장교 6명 포함)이었다. 이 사상자 대부분(70명 사망과 188명 부상)은 3월 24일에 기록한 피해였다. 가장 큰 사상자는 111 대대(31명 사망, 58명 부상)와 외인부대 2대대(12명 사망, 68명 부상)에서 났다. 또한 143 대대(17명 사망, 48명 부상)와 외인부대 3대대(12명 사망, 34명 부상)에서도 상당한 사상자가 발생했다.

### 진남관에서 전사한 프랑스 장교

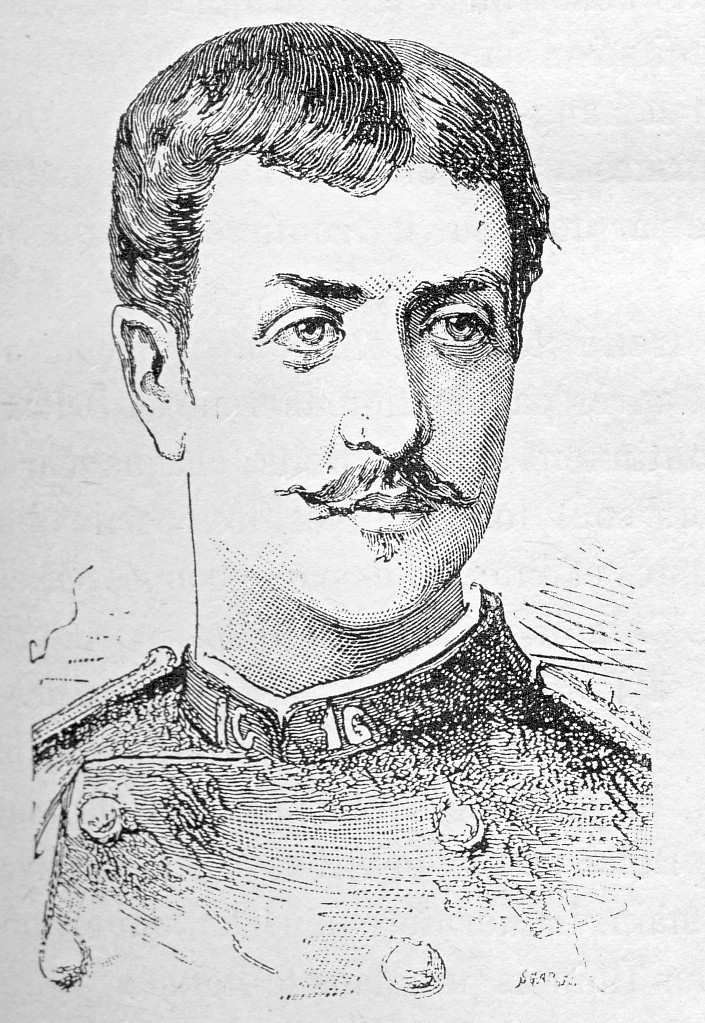
르네 노르망 소위, 111 대대
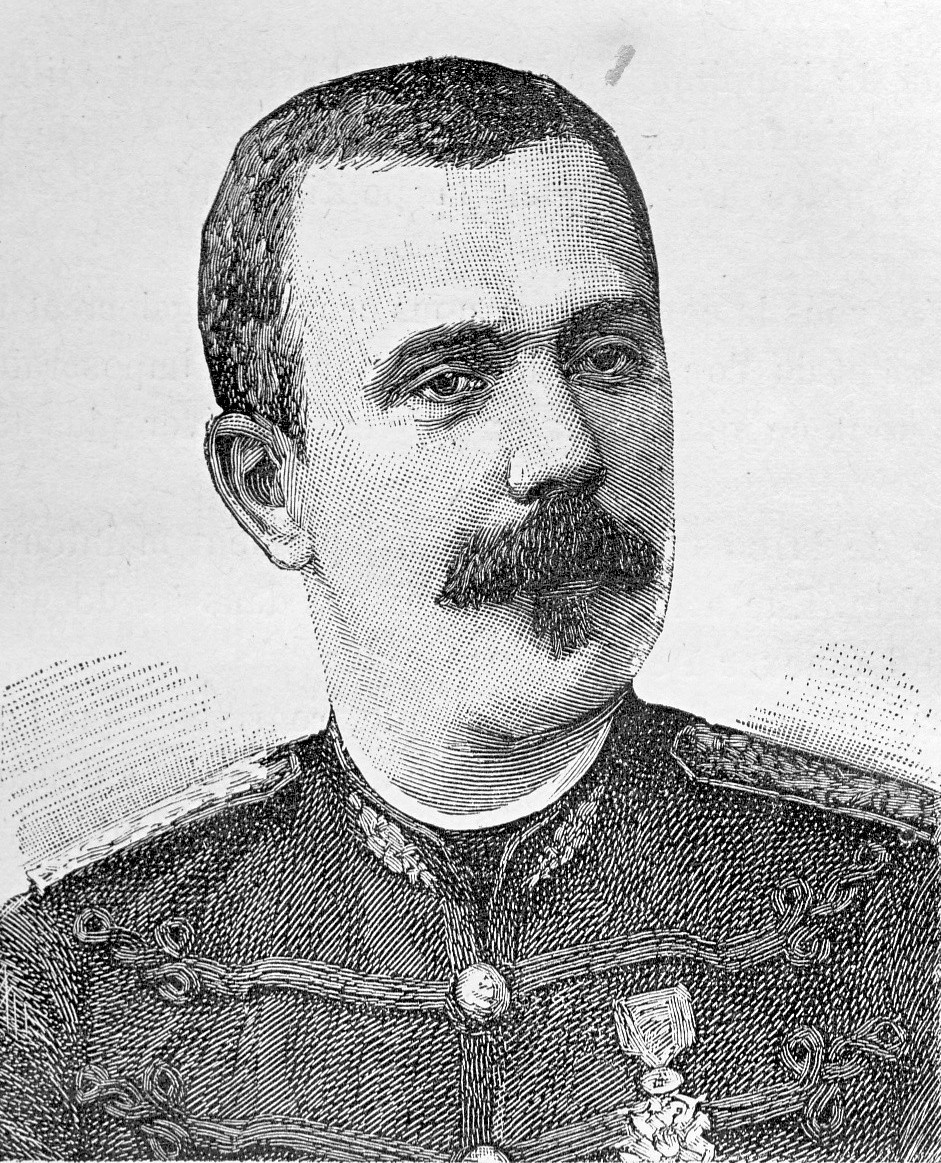
라이노 박사, 111 대대
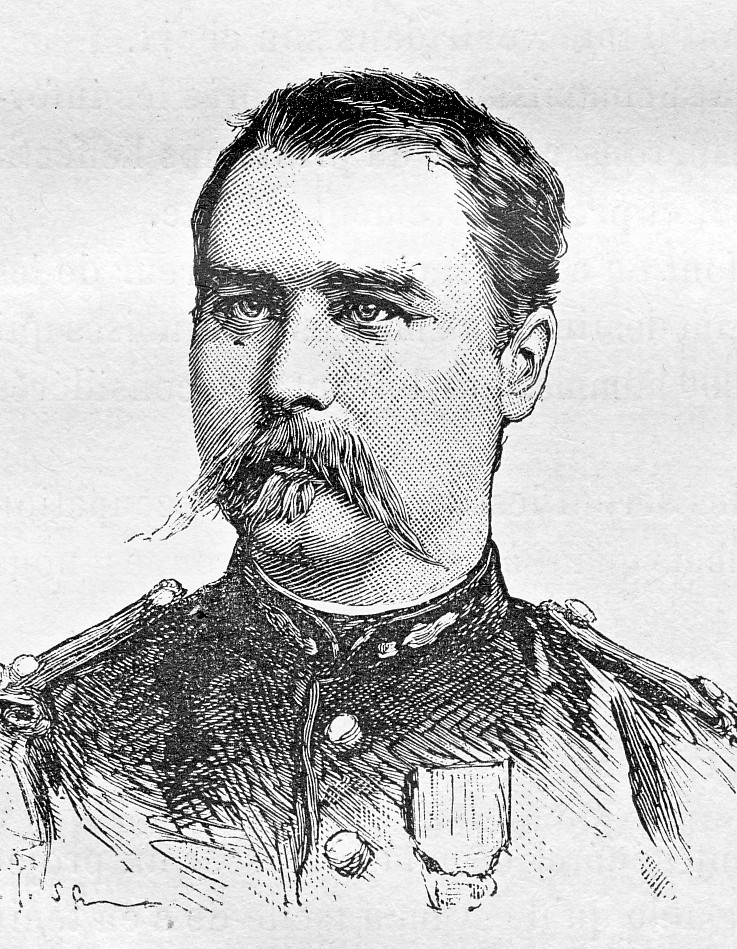
패트릭 코트 대위, 외인부대 2대대
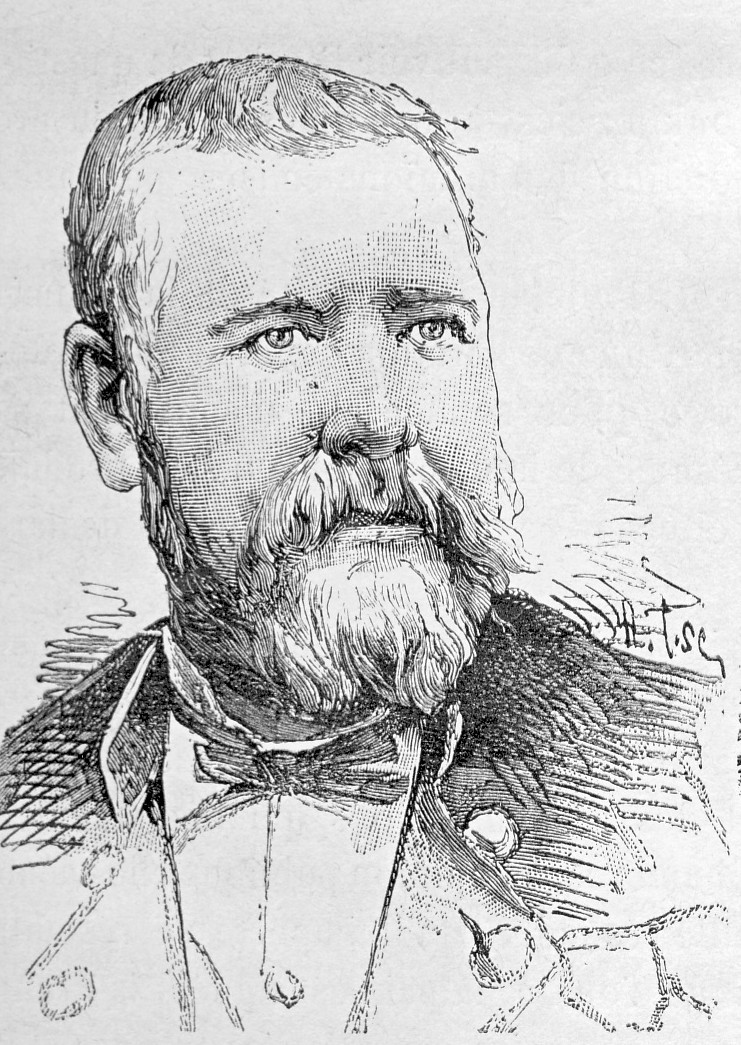
부르네 대위, 외인부대 3대대

사망자와 치명상을 입은 장교들 중에는 메일라(Mailhat) 대위, 라이노(Raynaud) 박사, 카넹(Canin) 중위 및 111대대의 노르망(Normand) 소위, 143대대의 테보(Thébaut) 중위, 디구에 외인부대의 코터(Cotter) 대위와 외인부대 쇼에프 대대의 브루네(Brunet) 대위가 포함되어 있었다. 부상당한 장교로는 통킹 소총병 부대의 대대장 노토(Tonnot), 111대 대대의 드 콜롬(de Colomb) 중위, 망젠(Mangin) 중위, 143대대 브루노(Bruneau) 소위, 두리옹(Durillon) 중위, 뒤구에 대대의 꼬미냥(Comignan) 소위가 있었다. 망젠 중위는 전투 후 며칠 뒤 부상당한 다리를 절단한 수술에 따른 쇼크로 랑선에서 사망했다.
전투 중 청나라 사상자에 대한 프랑스의 추정치는 약 1,650명의 사상자였다.

## 결과 및 영향
1885년 3월 24일, 방보에서 프랑스군이 패하자 청나라와 전쟁을 초기에 지지했던 몇몇 프랑스 정치인들의 입지가 흔들렸다. 더욱 중요한 것은 제2여단이 랑선에서 위험할 정도로 고립되어 있다는 것을 폴-구스타브 에르빈제 중령에게 확신시켜 주었다. 3월 28일, 네그리에는 통킹원정군이 랑선 방어선에서 광서군의 공격을 격퇴했던 낄루아 전투에서 중상을 입었다. 에르빈제는 2여단의 지휘를 맡아 즉시 껩과 추에서 후퇴 명령을 내렸다. 방보 전투는 랑선 퇴각과 3월 30일에 통킹 논쟁으로 달아오르며, 쥘 페리 정권의 붕괴로 이어졌다. 그 이전 분쟁에서 사실상 모든 전투에서 프랑스군이 승리했음에도 불구하고, 협상으로 인해 전쟁이 끝나기 전에 벌어진 이 전투로 청나라가 전체 전쟁에서 거의 승리한 것처럼 착각하게 했다.

## 영화
풍자재를 주인공으로 하는 《용의 전쟁 1885》(2017년)은 청불 전쟁에서 청나라군의 승리를 소재로 한 액션 전쟁 영화이다.

## 같이 보기
- 쥘 페리

## 참고자료
- Armengaud, J. L., Lang-Son: journal des opérations qui ont précédé et suivi la prise de cette citadelle (Paris, 1901)
- Bonifacy, A propos d'une collection des peintures chinoises représentant divers épisodes de la guerre franco-chinoise de 1884–1885 (Hanoi, 1931)
- Harmant, J., La vérité sur la retraite de Lang-Son (Paris, 1892)
- Lecomte, J., Lang-Son: combats, retraite et négociations (Paris, 1895)
- Lung Chang [龍章], Yueh-nan yu Chung-fa chan-cheng [越南與中法戰爭, Vietnam and the Sino-French War] (Taipei, 1993)
- Maury, A., Mes campagnes au Tong-King (Lyons, undated)
- Notes sur la campagne du 3e bataillon de la légion étrangère au Tonkin (Paris, 1888)
- Thomazi, A., Histoire militaire de l'Indochine française (Hanoi, 1931)
- Thomazi, A., La conquête de l'Indochine (Paris, 1934)